# Simon-und-Judas-Kirche (Issigau)

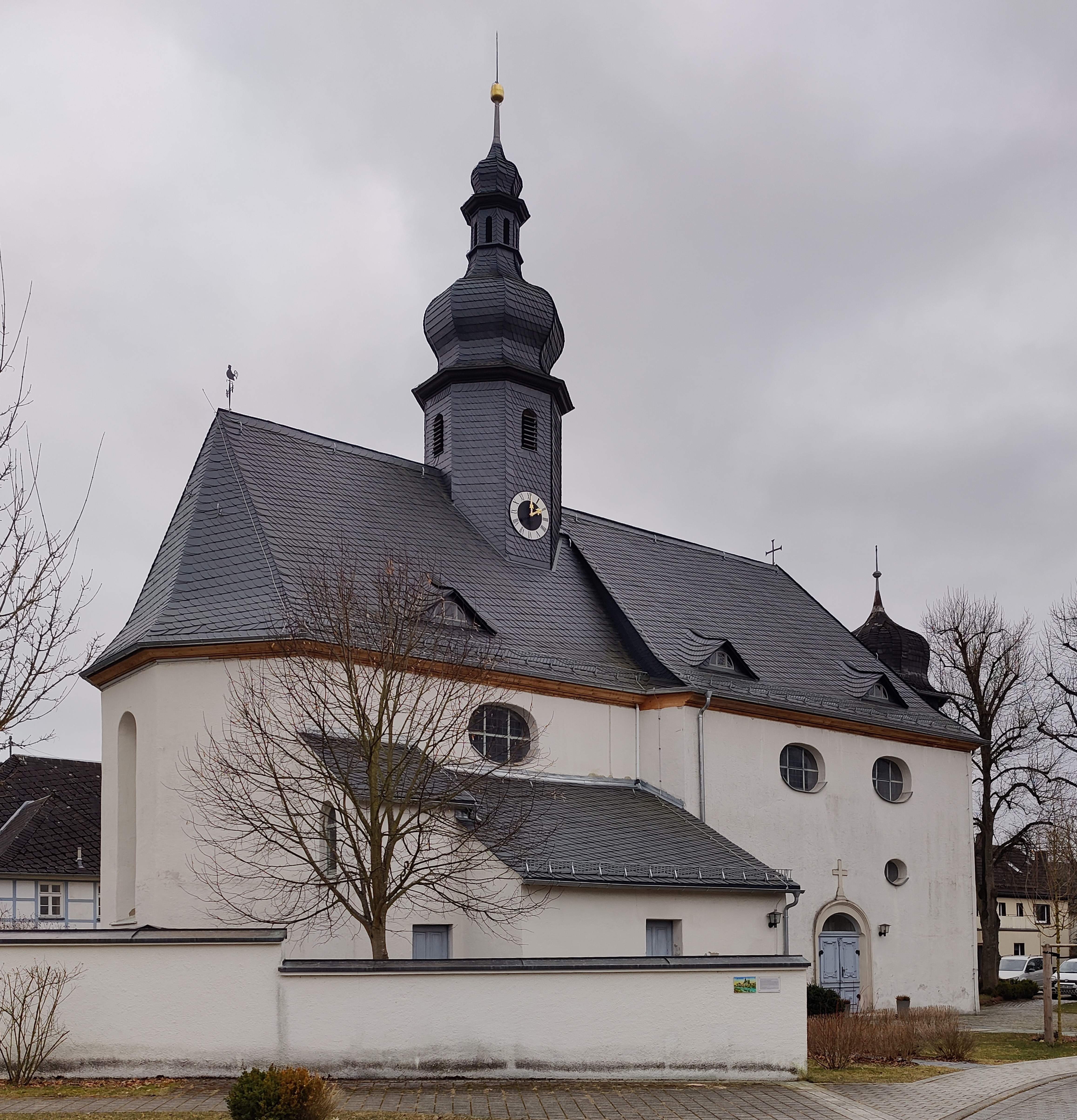
Pfarrkirche Simon und Judas in Issigau

Die evangelisch-lutherische Pfarrkirche Simon und Judas (Eigenschreibweise: Simon-Judas Kirche) steht in der Mitte des Dorfes Issigau in Oberfranken.

## Geschichte der Kirche, Gebäude und Ausstattung
Die Kirche geht auf eine Kapelle von 1322 zurück. Der Chor der heutigen evangelisch-lutherischen Kirche stammt von einem Kirchenneubau Mitte des 15. Jahrhunderts, das Langhaus wurde im letzten Drittel des 16. Jahrhunderts errichtet. Es handelt sich um einen Saalbau mit eingezogenem Chor und Dachreiter. 
Mit der Reformation wurde die Kirche evangelisch und kam zur Superintendentur Hof. Bis 1632 war sie Filialkirche von Berg und wurde dann zur Pfarrei erhoben. Die Kirche wurde nach 1810 dem Dekanat Naila mit dessen Einrichtung zugeordnet. Bis zum Anfang des 21. Jahrhunderts hatte der Baron von Reitzenstein das Kirchenpatronat über das Gotteshaus.

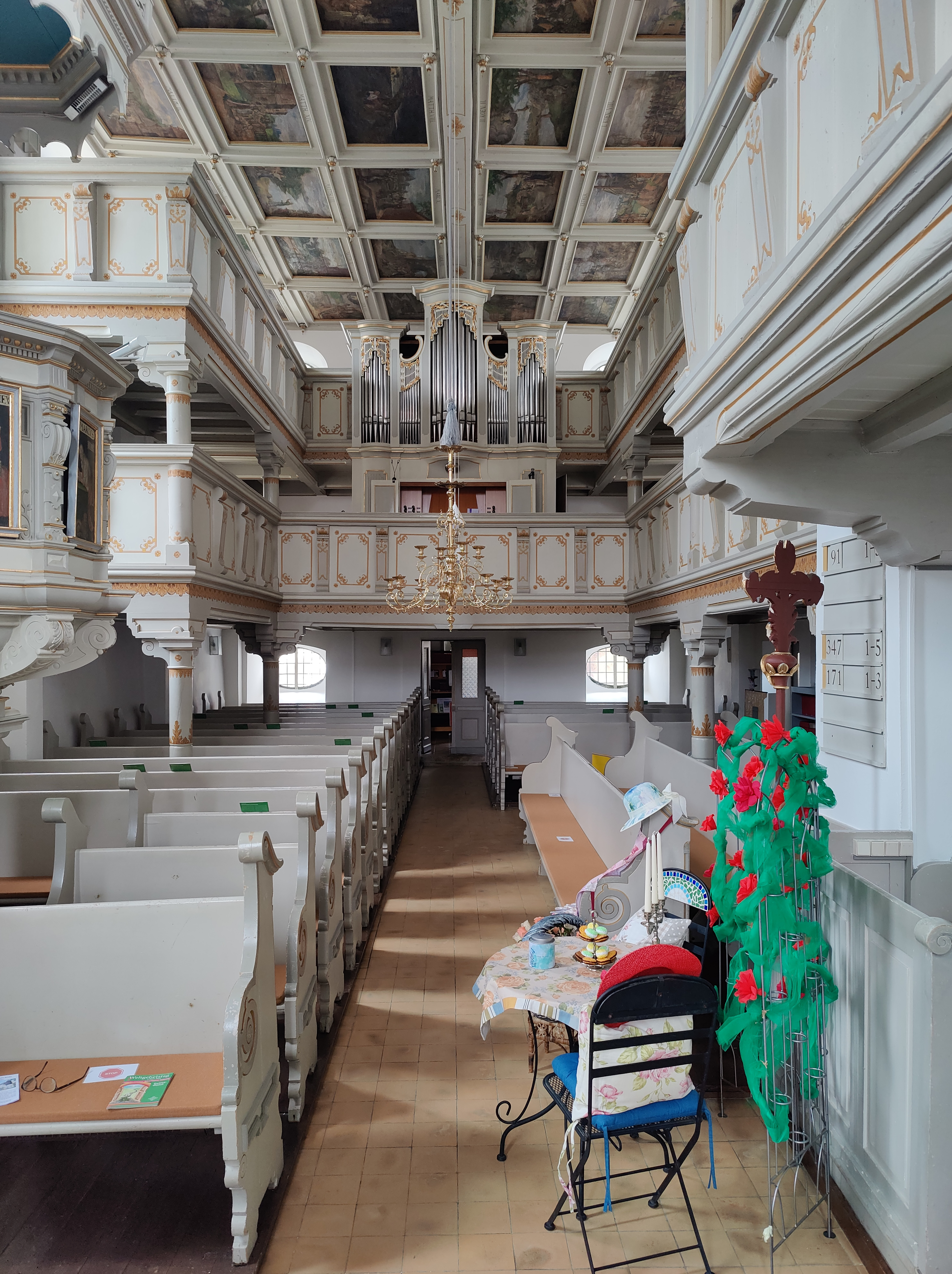
Innenraum, Blick zur Orgel

Im Innern besitzt die Kirche eine zweistöckige Hufeisenempore im hinteren Teil der Kirche, im Chor eine Patronatsloge („Baron-Balkon“). Kanzel, Kirchengestühl und Emporen sind in weißer Farbe gehalten und haben geschnitzten, vergoldeten Zierrat.

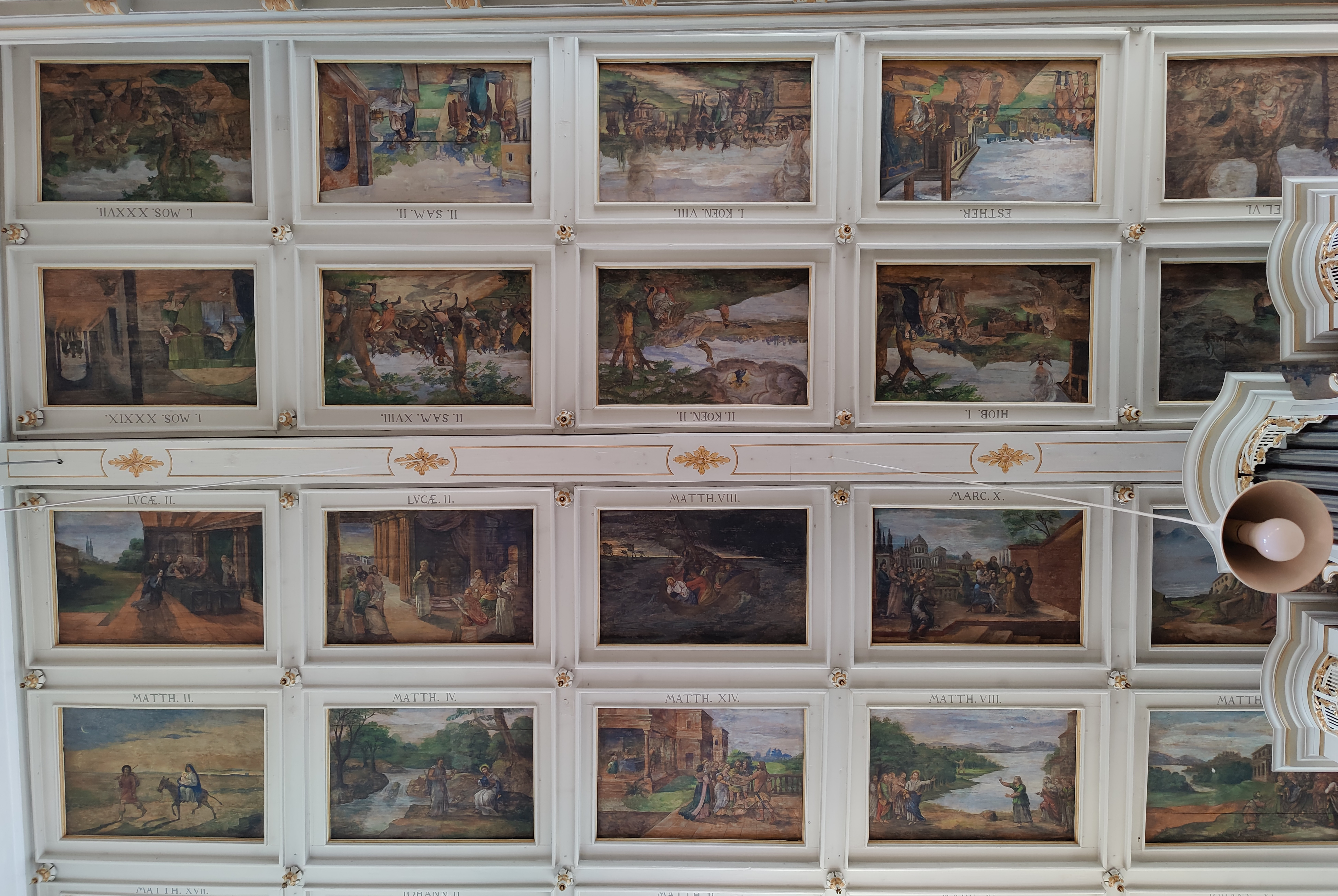
Kassettendecke

Im frühen 18. Jahrhundert wurde eine Kassettendecke eingezogen. Die Decke besteht aus 66 Bildern mit Szenen aus dem Alten und Neuen Testament. Die Ausstattung stammt vorwiegend von Hofer Künstlern.

## Orgel

### Geschichte
Die Vorgängerorgel wurde von Friedrich Heidenreich erbaut. Von dieser Orgel ist noch der Orgelprospekt erhalten.
Das neue Orgelwerk mit 15 Registern auf zwei Manualen und Pedal erbaute Werner Baumgartner 1983. Eine Überholung erfolgte 2019 durch Karsten Hörl.

### Disposition
| Manual I C–g3 |    |
| Prinzipal     | 8' |
| Rohrflöte     | 8' |
| Octav 4'      |    |
| Flöte         | 4' |
| Oktav         | 2' |
| Mixtur        | 2' |
|               |    |
| Tremulant     |    |

| Manual II C–g3 |       |
| Gedeckt        | 8'    |
| Salizional     | 8'    |
| Gemshorn       | 4'    |
| Blockflöte     | 2'    |
| Quint          | 1 ⁄3' |
| Scharff        | 1 ⁄3' |
|                |       |
| Tremulant      |       |

| Pedal C–f1 |     |
| Subbaß     | 16' |
| Oktavbaß   | 08' |
| Trompete   | 08' |